# 科雷兹省
45°25′55″N 2°01′11″E / 45.4320081°N 2.0195909°E
科雷兹省（法語：Corrèze，法語：[kɔʁɛz] ⓘ）是法國新阿基坦大区所轄的省份，位于法国西南部，新阿基坦大区东部偏北，得名于科雷茲河。該省編號為19，省会蒂勒。